# Masalanabo Modjadji
Pour les articles homonymes, voir Modjadji.
Masalanabo Modjadji II est la seconde reine de la pluie des Lovedu en Afrique du Sud. Elle règne de 1854 à 1894 et succède à Maselekwane Modjadji. Après son suicide rituel, Khetoane Modjadji III, sa nièce, lui succède.

## Biographie
Pendant les « politiques de localisation » indigènes du début des années 1890, le commandant général Piet Joubert (1834–1900) entoure la maison de la reine de la pluie jusqu'à ce qu'elle soit forcée de se rendre. L'historien Louis Changuion écrit : « Ce serait la première fois que des Blancs verraient la reine de la pluie. » Cependant, ce qui s'est passé n'était pas ce à quoi ils s'attendaient. « Après quatre jours », poursuit Changuion, une vieille femme noire ridée a été portée sur une litière, accompagnée de ses chefs indunas, pour négocier avec les blancs. Ce fut une grande déception pour les hommes qui assistaient aux débats : de « celle à qui il faut obéir », il n'y avait aucune trace. Elle n'était pas la femme blanche des légendes. On raconte que Joubert lui a présenté un « kappie ».
Selon le livre Realm of a rain-queen, cependant, Joubert n'a pas vu la vraie reine de la pluie mais une imitatrice.
Masalanabo Modjadji serait l'inspiration du roman de Henry Rider Haggard She: A History of Adventure.
Parce que Masalanabo Modjadji était stérile, le conseil royal a désigné la fille de sa « sœur » et « grande épouse » Leakhali comme héritière du trône. Masalanabo s'est suicidée rituellement en 1894.
Après son suicide rituel, Khetoane Modjadji III lui succède.

## Postérité
Parmi d'autres grandes figures féminines d'Afrique, Masalanabo Modjadji a inspiré de nombreux auteurs, dont H. Rider Haggard dans Elle (titre original : She : A History of Adventure). 
Cependant, même si ce livre fait l'éloge de l'influence de l'autorité féminine, il n'est pas sans critiques. Les critiques soutiennent que la représentation de la féminité dans le livre ne reflète pas seulement et ne favorise pas les initiatives impérialistes, mais « Elle est aussi un avertissement allégorique à peine déguisé pour reconnaître et dissiper la menace que la Nouvelle Femme représentait pour la société de la fin de l'époque victorienne ».

## Source
- (en) Cet article est partiellement ou en totalité issu de l’article de Wikipédia en anglais intitulé « Masalanabo Modjadji » (voir la liste des auteurs).